# Marco Aurelio Soto

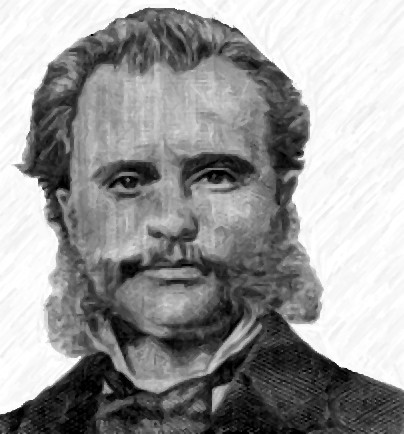
Marco Aurelio Soto

Marco Aurelio Soto (13 de novembro de 1846 - 25 de fevereiro de 1908) foi presidente de Honduras de 27 de agosto de 1876 até 19 de outubro de 1883. Era conhecido como um liberal e foi um presidente reformista que teve um grande impacto sobre a Honduras de sua época, incluindo a criação da Biblioteca Nacional de Honduras em 1880.
Marco Aurelio Soto governou Honduras em períodos diferentes. Em 1876, atuou como presidente interino. Em 1877, foi presidente constitucional, período que durou até 1883, após a sua reeleição. Durante sua administração e com a ajuda de Ramón Rosa, Soto lançou reformas liberais. Estas reformas incluíram tentativas administrativas, políticas, econômicas e sociais de aliviar a situação desastrosa de Honduras.
A presidência de Soto foi ameaçada pelo governo guatemalteco de Justo Rufino Barrios, e por esta razão ele fugiu do país, deixando-o nas mãos de um conselho de ministros.